# الناجي (فلم)
الناجي (بالإنجليزية: The Survivor) هو فيلم دراما سيرة ذاتية من إخراج باري ليفنسون وبطولة بن فوستر، فيكي كريبس، بيلي ماجنوسن، بيتر سارسجارد، جون ليجويزامو وداني ديفيتو، صدر الفيلم في 27 أبريل 2022.

## روابط خارجية
- مقالات تستعمل روابط فنية بلا صلة مع ويكي بيانات

لا توجد روابط لمواقع التواصل الاجتماعي.